# Tuo Erbatu
Tuo Erbatu (en chino: 托尔巴图) es un deportista chino que compite en lucha grecorromana. Ganó una medalla de bronce en el Campeonato Mundial de Lucha de 2022, en la categoría de 63 kg.

## Palmarés internacional
| Campeonato Mundial | Campeonato Mundial | Campeonato Mundial | Campeonato Mundial |
| Año                | Lugar              | Medalla            | Categoría          |
| ------------------ | ------------------ | ------------------ | ------------------ |
| 2022               | Belgrado (Serbia)  | Medalla de bronce  | 63 kg              |